# 易宇航
易宇航（德語： / 英語：，1987年12月8日—），德籍男性企業家及演員，曾為無綫電視基本藝人合約兼邵氏兄弟旗下藝人。

## 簡歷
易宇航從小在德國巴伐利亞慕尼黑長大，有一姊二弟，自己排行第二。其家族在慕尼黑經營耳鼻喉專科醫院「HNO-Klinik Bogenhausen Dr. Gaertner」，祖父、父親與胞姊皆為醫生，父親更開辦心理學課程，協助當地解決社會問題。2003年，他曾於搬到美國聖地牙哥居住，於一次乘船遠遊挪威時對船上中國旅客玩紙牌遊戲的舉動深感好奇，繼而想了解更多未知中國文化，遂開始學習普通話和習武，贏過不少武術比賽獎項。他曾參加德國駐中國大使館的交流計劃，赴上海深圳兩地留學，2006年獲得獎學金和保送至香港大學唸書，先住在校內宿舍，2011年遷居香港仔，2016年再定居坪洲；2007年則開始就讀香港大學社會科學學院文學士課程，主修政治科學、地理學及傳媒與文化研究學，2007年和2008年暑假曾前往深圳大學參加短期普通話研習課程。
2011至2012年，易宇航跟拍檔 Daniel Ropski 透過數碼港創意微型基金計劃共同創立免費網上語言交流平台「Live It China Limited」，協助外國留學生解決言語溝通障礙；2015年亦分別與其他商業夥伴成立 Flyp Limited 及 Snapask 兩間公司，前者是跟三位創辦人共投資逾100萬港元，設立免費配對學習外語夥伴應用程式「fylp（find your language partner）- Language Exchange」，提供電子學習服務。2013年，他開始涉足娛樂圈，曾任多套電視劇集、電影的特約演員，2016年12月以自由身形式擔任「HNO-Klinik Bogenhausen Dr. Gaertner」高級經理，2018年5月和6月底由特約轉當無綫電視及邵氏兄弟旗下基本合約藝人，主要活躍於中港美三地。
2020年3月，易宇航基於父親年事已高和需要接受心臟手術，故此趕回德國協助打理醫院事務，卻受新冠肺炎疫情影響而一度滯留當地；在同年5月播映的奇幻劇《降魔的2.0》中飾演大話魔「比利」為其首個固定角色，演出受到觀眾注目。2021年4月，他應無綫電視內部招募參加真人秀節目《好聲好戲》，雖最後敗給馮盈盈，但有份聲演畢業作品《侏羅紀世界》；同年5月因多年前受傷造成的膝蓋半月板舊患劇痛和撕裂，需入院接受手術治療，未能參與配合東京奧運而製作的節目《明星運動會》（西洋拳項目）；於疫情肆虐期間到香港大學做助教，亦向小朋友教授英語，設計一些英語學習程式（PEACHmobility GmbH）以幫補生活。2022年1月，他成為 Unuverse DAO NFT（unuverse.io）創作總監，翌年2月取得哈佛醫學院領導數位轉型（醫療保健）課程證書。

## 演出作品

### 劇集
| 首播          | 劇名                  | 角色                                    |
| 無綫電視      |                       |                                         |
| 2011年        | 潛行狙擊              | 機場抵港人士 ( 第10集 )                 |
| 2014年        | 食為奴                | 意大利使者（第11集）                    |
| 2014年        | 點金勝手              | 廚 師                                   |
| 2016年        | 末代御醫              | 英軍指揮官（第10集）                    |
| 2016年        | 致命復活              | 碧 恆                                   |
| 2017年        | 全職沒女              | 醉酒房客（第7集）                       |
| 2017年        | 老表，畢業喇！        | Ronald Sanders（第24、28、30集）        |
| 2018至2023年  | 愛·回家之開心速遞     | 羅剎將軍（第430集）                     |
| 2018至2023年  | 愛·回家之開心速遞     | Gordon（第499集）                       |
| 2018至2023年  | 愛·回家之開心速遞     | 朗拿度（第538集起）                     |
| 2018年        | 兄弟                  | M9 特務（第1 - 3集）                    |
| 2018年        | 救妻同學會            | Jonathan（第3、6、8集）                 |
| 2019年        | 福爾摩師奶            | 姘 頭（第19集）                         |
| 2019年        | 鐵探                  | 國際刑警（第27集）                      |
| 2019年        | 她她她的少女時代      | 酒 客（第7集）                          |
| 2019年        | 解決師                | 邱大律師（第28、29集）                  |
| 2020年        | 大醬園                | 湯瑪士神父（第6、10、17、24集）         |
| 2020年        | 機場特警              | Goode Sir（第24、25集）                 |
| 2020年        | 降魔的2.0             | 比 利                                   |
| 2020年        | 那些我愛過的人        | 拳手怪獸（第1、7、21集）                |
| 2020年        | 迷網                  | Jon Stark（Jack William）（第13、14集） |
| 2020年        | 殺手                  | Monster（第25、28集）                   |
| 2020年        | 使徒行者3             | Brown                                   |
| 2020年        | 堅離地愛堅離地        | 資訊科技界人士（第1集）                 |
| 2021年        | 伙記辦大事            | 外國記者（第1集）                       |
| 2021年        | 逆天奇案              | 僱傭兵（第1、24 - 26、29、30集）        |
| 2021年        | 智能愛人              | Albert（第18 - 20集）                   |
| 2021年        | 拳王                  | 王顯貴                                  |
| 2022年        | 鐵拳英雄              | George Millen                           |
| 2022年        | 青春不要臉            | 鬧事醉漢（第4集）                       |
| 2022年        | 十八年後的終極告白2.0 | Jacky（第1、5集）                       |
| 2022年        | 法證先鋒V             | 賓 客（第3集）                          |
| 2023年        | 有種好男人            | 玲友人（第10集）                        |
| 2023年        | 新四十二章            | 朱若望                                  |
| 2023年        | 隱形戰隊              | 暴 龍                                   |
| 2023年        | 法言人                | Mr. Morris（第16集）                    |
| 2023年        | 隱門                  | Sean（第19集）                          |
| 優酷、Youtube |                       |                                         |
| 2017年        | 反黑                  | 軍情五處探員                            |
| 邵氏兄弟      |                       |                                         |
| 2019年        | 飛虎之雷霆極戰        | Jacky Koo                               |
| 2020年        | 非凡三俠              | 陸嘉明保鑣                              |
| 2022年        | 飛虎之壯志英雄        | 軍火商（第1集）                         |
| 2023年        | 廉政狙擊              | Sean Wilson                             |

### 綜藝節目
| 首播          | 節目名               | 備註                                       |
| 亞洲電視      |                      |                                            |
| 2011 - 2012年 | 通識小學堂           | 演出《Angel's world》環節                  |
| 無綫電視      |                      |                                            |
| 2011年        | 都市閒情             | 7月8日嘉賓                                 |
| 2012年        | 環遊世界明星賽       | 演出第15集《環遊世界國際菜》環節           |
| 2015年        | 2015年度香港小姐競選 | 固定演出嘉賓                               |
| 2019年        | 2019年度香港小姐競選 | 固定演出嘉賓                               |
| 2021年        | 尋找家香味           | 第1集嘉賓                                  |
| 2021年        | 好聲好戲             | 固定參賽者、兼為畢業作品《侏羅紀世界》配音 |
| 2021年        | 開心大綜藝           | 第6集嘉賓                                  |
| 2021年        | 我在隔離的日子       | 第1集嘉賓                                  |
| 2021年        | Think Big天地        | 6月21日嘉賓                                |
| 2021年        | 思家大戰             | 第9集嘉賓                                  |
| ViuTV         |                      |                                            |
| 2017年        | 唔係本地菜           | 第6集嘉賓                                  |

### 電影
| 首映   | 電影名             | 角色                  |
| 2013年 | 狂舞派             | Bruce                 |
| 2016年 | 王牌逗王牌         | 殺 手                 |
| 2017年 | 攻殼機動隊         | 狙擊手（公安6課領導） |
| 2017年 | 拆彈專家           | 僱傭兵                |
| 2017年 | 追龍               | Geoff                 |
| 2018年 | 最長的一槍         | Anderson              |
| 2018年 | 戰雀               | Kyle                  |
| 2019年 | 廉政風雲 煙幕      | 機 師                 |
| 2019年 | Bangkok Vice       |                       |
| 2021年 | 重案行動之搗毒任務 | 克遜                  |
| 2023年 | 流浪地球2          |                       |

### 微電影
| 首映   | 電影名                                         | 角色           |
| 2016年 | Battle For Her                                 | 體育老師       |
| 2016年 | Repercussions                                  | 不適用         |
| 2017年 | 血路 / 死胡同（Dead End）                      | Young Gun      |
| 2018年 | The Angel                                      | 中央情報局特工 |
| 2018年 | 即刻，就是最好時刻 （網上貸款服務平台 WeLend） | 買 家          |

### 短片及紀錄片
| 首映   | 作品名                                               | 角色       |
| 2011年 | 燈火難閂處 （《鮮浪潮2011短片競賽》 - 香港大學作品） | Jason 姐夫 |
| 2013年 | Guerilla Köche                                       | Julian     |

### 其他
| 年份   | 作品名                                          | 備註               |
| 劇集   |                                                 |                    |
| 2018年 | 史丹李的幸運兒                                  | 特技替身（Rupert） |
| 電影   |                                                 |                    |
| 2018年 | Out for Vengeance                               | 聯合製片人         |
| 微電影 |                                                 |                    |
| 2011年 | The Last Villagers                              | 製片人             |
| 其他   |                                                 |                    |
| 2018年 | Squarefoot.com.hk「朱朋狗友迎新春（上、下集）」 | 不適用             |
| 2018年 | GoHome.com.hk 地產兵團「愛你1314招」            | 不適用             |

### 廣告
| 年份   | 產品 |
| 2019年 | 桂格燕麥公司（香港）「Quaker Bowl - Kelly 張曦雯、營 Uncle 挑戰超洗腦 Quaker Challenge 急口令」                   |
| 2019年 | 桂格燕麥公司（香港）「Quaker Bowl - Kelly 張曦雯、營 Uncle 齊齊做住 Yoga：『Quicker 撈 Quaker Bowl』早餐篇」      |
| 2019年 | 桂格燕麥公司（香港）「Quaker Bowl - Kelly 張曦雯、營 Uncle 教你至型嘅桂格『Quicker 撈 Quaker Bowl』食法」         |
| 2019年 | 桂格燕麥公司（香港）「Quaker Bowl - Kelly 張曦雯、營 Uncle 3點3夠鐘嘆個 tea：『Quicker 撈 Quaker Bowl』下午茶篇」 |
| 2019年 | 桂格燕麥公司（香港）「Quaker Bowl - Kelly 張曦雯、營 Uncle 3分鐘就食得：『Quicker 撈 Quaker Bowl』速食篇」        |
| 2019年 | 桂格燕麥公司（香港）「Quaker Bowl - 咩係 beta-Q？ 等桂格「營格學會會長」營 Uncle 話你知燕麥營養有幾高！」         |

## 曾獲獎項與提名
| 年份   | 獎項                                                                                      | 結果 |
| 2013年 | Hong Kong - San Francisco International Ocean Film Festival「Aggreg8 Finalist Winner」    | 獲獎 |
| 2017年 | Los Angeles Film Awards「最佳男配角 ——《血路》」                                          | 獲獎 |
| 2017年 | Oniros Film Awards「最佳男配角 ——《血路》」                                               | 獲獎 |
| 2018年 | London Film Festival International 2018（London IFF 2018）「微電影最佳男配角 ——《血路》」 | 提名 |